# Marsilly (Mosel·la)
Marsilly és un municipi francès, situat al departament del Mosel·la i a la regió del Gran Est. L'any 2007 tenia 446 habitants.

## Demografia

### Població
El 2007 la població de fet de Marsilly era de 446 persones. Hi havia 160 famílies, de les quals 16 eren unipersonals (8 homes vivint sols i 8 dones vivint soles), 47 parelles sense fills, 89 parelles amb fills i 8 famílies monoparentals amb fills.
La població ha evolucionat segons el següent gràfic:
Habitants censats

### Habitatges
El 2007 hi havia 161 habitatges, 160 eren l'habitatge principal de la família i 1 estava desocupat. 151 eren cases i 10 eren apartaments. Dels 160 habitatges principals, 144 estaven ocupats pels seus propietaris i 16 estaven llogats i ocupats pels llogaters; 3 tenien dues cambres, 3 en tenien tres, 31 en tenien quatre i 123 en tenien cinc o més. 147 habitatges disposaven pel capbaix d'una plaça de pàrquing. A 49 habitatges hi havia un automòbil i a 107 n'hi havia dos o més.

### Piràmide de població
La piràmide de població per edats i sexe el 2009 era:
| Homes | Edats   | Dones |
| ----- | ------- | ----- |
| 0     | 95 o +  | 0     |
| 0     | 90 a 94 | 0     |
| 0     | 85 a 89 | 0     |
| 0     | 80 a 84 | 0     |
| 0     | 75 a 79 | 0     |
| 0     | 70 a 74 | 0     |
| 4     | 65 a 69 | 4     |
| 4     | 60 a 64 | 4     |
| 12    | 55 a 59 | 4     |
| 12    | 50 a 54 | 20    |
| 28    | 45 a 49 | 16    |
| 24    | 40 a 44 | 28    |
| 24    | 35 a 39 | 16    |
| 8     | 30 a 34 | 12    |
| 8     | 25 a 29 | 12    |
| 12    | 20 a 24 | 8     |
| 40    | 15 a 19 | 16    |
| 4     | 10 a 14 | 20    |
| 24    | 5 a 9   | 16    |
| 8     | 0 a 4   | 12    |

## Economia
El 2007 la població en edat de treballar era de 349 persones, 272 eren actives i 77 eren inactives. De les 272 persones actives 255 estaven ocupades (133 homes i 122 dones) i 17 estaven aturades (6 homes i 11 dones). De les 77 persones inactives 21 estaven jubilades, 40 estaven estudiant i 16 estaven classificades com a «altres inactius».

### Ingressos
El 2009 a Marsilly hi havia 172 unitats fiscals que integraven 499 persones, la mediana anual d'ingressos fiscals per persona era de 23.063 €.

### Activitats econòmiques
Dels 11 establiments que hi havia el 2007, 1 era d'una empresa de fabricació d'altres productes industrials, 5 d'empreses de construcció, 1 d'una empresa de comerç i reparació d'automòbils, 1 d'una empresa de transport, 2 d'empreses de serveis i 1 d'una entitat de l'administració pública.
Dels 5 establiments de servei als particulars que hi havia el 2009, 1 era un paleta, 3 fusteries i 1 electricista.

## Poblacions més properes
El següent diagrama mostra les poblacions més properes.